# Challenger de Vicenza 2017
El torneo Internazionali di Tennis Citta' di Vicenza 2017 fue un torneo profesional de tenis. Perteneció al ATP Challenger Series 2017. Se disputó en su 4ª edición sobre superficie tierra batida, en Vicenza, Italia entre el 29 de mayo al el 4 de junio de 2017.

## Jugadores participantes del cuadro de individuales
| Favorito | País                  | Jugador              | Rank1 | Posición en el torneo |
| -------- | --------------------- | -------------------- | ----- | --------------------- |
| 1        | Bandera de Eslovaquia | Andrej Martin        | 106   | Primera ronda         |
| 2        | Bandera de Italia     | Alessandro Giannessi | 108   | Primera ronda         |
| 3        | Bandera de Austria    | Gerald Melzer        | 111   | Primera ronda         |
| 4        | Bandera de Argentina  | Guido Andreozzi      | 123   | Primera ronda         |
| 5        | Bandera de Alemania   | Maximilian Marterer  | 130   | Segunda ronda         |
| 6        | Bandera de España     | Roberto Carballés    | 134   | Primera ronda         |
| 7        | Bandera de Serbia     | Laslo Djere          | 135   | FINAL                 |
| 8        | Bandera de Brasil     | João Souza           | 140   | Primera ronda         |

- 1 Se ha tomado en cuenta el ranking del  de mayo de 2017.

### Otros participantes
Los siguientes jugadores recibieron una invitación (wild card), por lo tanto ingresan directamente al cuadro principal (WC):
- Matteo Berrettini
- Matteo Donati
- Gianluca Mager
- Filip Krajinović

Los siguientes jugadores ingresan al cuadro principal tras disputar el cuadro clasificatorio (Q):
- Federico Coria
- Edoardo Eremin
- Blaž Rola
- Cedrik-Marcel Stebe

## Campeones

### Individual masculino
- Márton Fucsovics derrotó en la final a  Laslo Djere, 4–6, 7–6(7), 6–2

### Dobles masculino
- Gero Kretschmer /  Alexander Satschko derrotaron en la final a  Sekou Bangoura /  Tristan-Samuel Weissborn, 6–4, 7–6(4)